# Blaudruckerei Wagner
Die Blaudruckerei Wagner ist eine Blaudruckerei in Bad Leonfelden im oberösterreichischen Mühlviertel.
Der seit 1878 bestehende Handwerksbetrieb wird in vierter Generation geführt und ist der letzte im Mühlviertel und einer der beiden letzten Betriebe dieser Art in Osterreich. Im Jahr 1823 bestanden allein im Mühlviertel.

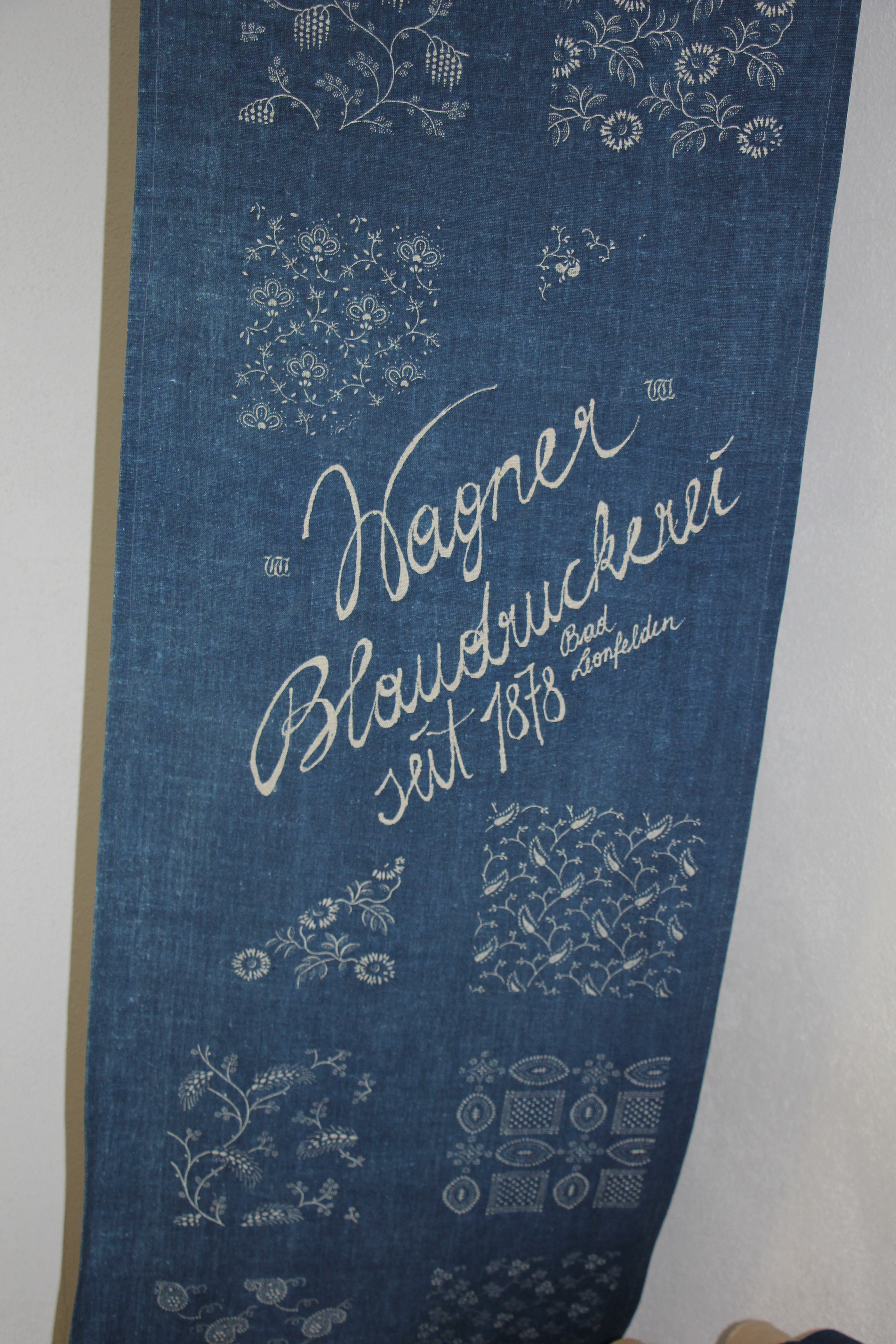
Blaudruckmuster

Aufgebaut wird der Betrieb vom 1847 in Hohenfurth, dem heutigen Vyšší Brod in Tschechien, gebürtigen Karl Wagner. Er erlernte die Färberei und den Blaudruck. Danach war er acht Jahre auf der Walz, die ihn bis Hamburg, Basel oder Prag führt. Dementsprechend erfuhren einzelne Muster eine Verbreitung in beide Richtungen.
Die heutige Heimstatt der Färberei in Bad Leonfelden kaufte er sich im Jahr 1878 und richtete sie mit Färbeküpen und den notwendigen Einrichtungen zum Trocken der Stoffbahnen am Dachboden ein. Zum Teil sind sie heute noch in Verwendung.
Die Färberei ging nach dem Ersten Weltkrieg an die zweite Generation, Karl Wagner, weiter. Während die Druckerei in den Hintergrund trat, wurde die Färberei wichtiger.
In der dritten Generation, ebenfalls Karl Wagner, wurde die Färberei mechanisiert. Auch eine Wäscherei, eine der ersten im Mühlviertel, wurde eingerichtet. Der Blaudruck wurde aber nie ganz eingestellt, das Wissen weitergegeben. Auch mit Farbstoffen für den Direktdruck wurde experimentiert. Seit den 1960er Jahren werden auch Handdrucke für die Heimtextilien wieder vermehrt von Kunden verlangt.
Seit 1998 befindet sich das Unternehmen in der vierten Generation in der Familie und wird von Karl Wagner und seiner Frau Maria geführt. Sie besitzen eine große Sammlung an Handdruckmodeln mit regionalen Mustern, mit denen auf Mühlviertler Leinen gedruckt wird.

## Auszeichnungen
- Im Jahr 2014 wurde die Blaudruckerei unter der Bezeichnung „Mühlviertler Blaudruck auf Leinen“ vom UNESCO-Fachbeirat in die Liste „immaterielles Kulturerbe in Österreich“ (Traditionelle Handwerkstechniken) aufgenommen.[1]
- Im Jahr 2018 wurde der Blaudruck auch in die Internationale Repräsentative UNESCO-Liste des Immateriellen Kulturerbes der Menschheit aufgenommen.[2]